# Северна Карелија
Северна Карелија (фин. Pohjois-Karjala, швед. Norra Karelen) је округ у Финској, у источном делу државе. Седиште округа је град Јоенсу.

## Положај округа
Округ Северна Карелија се налази у источном делу Финске. Њега окружују:
- са севера: Округ Кајину,
- са истока: Русија (Република Карелија),
- са југа: Округ Јужна Карелија,
- са југозапада: Округ Јужна Савонија,
- са запада: Округ Северна Савонија.

## Природне одлике
Рељеф: Округ припада историјској области Карелији, али је просторно смештен у њеном северозападном делу (то је северни део финске Карелије). У округу Северна Карелија преовлађују равничарска подручја, надморске висине 80-200 м.
Клима у округу Северна Карелија влада оштра Континентална клима.
Воде: Северна Карелија је унутаркопнени округ Финске. Међутим, у оквиру округа постоји низ ледничких језера, од којих су већа Пијелина на северу и Сајма на југу (највеће у држави). Најважнија река је река Пијелинен, која спаја дата језера.

## Становништво
По подацима 2011. године у округу Северна Карелија живело је приближно 165 хиљаде становника. Од 2000. године број становника у округу је опао за око 5%.
Густина насељености у округу је свега 9 становника/км², што је за 2 пута мање од државног просека (16 ст./км²). Западни део округа је знатно боље насељен од источног, који је погранични - уз руску границу.
Етнички састав: Финци су до скора били једино становништво округа, али се последњих деценија овде населио и мањи број усељеника, посебно Руса из оближњих области Русије. У пограничним подручјима су чести двојезични (финско-руски) натписи. Посебност округа је и највећа концентрација православних Финаца у држави.

## Општине и градови
Округ Северна Карелија има 13 општина, од којих ниједна не носи звање града. То су:
| - Иломанци - Јоенсу - Јука - Ките - Контиолахти | - Лијекса - Липери - Нурмес - Оутокумпу | - Полвијерви - Рекиле - Тохмајерви - Хејневеси |

Градска подручја са више од 10 хиљада становника су:
- Јоенсу - 52.000 становника.